# Medaille für hervorragende Leistungen im Bergbau und in der Energiewirtschaft der Deutschen Demokratischen Republik
Die Medaille für hervorragende Leistungen im Bergbau und in der Energiewirtschaft der Deutschen Demokratischen Republik war eine staatliche Auszeichnung  der Deutschen Demokratischen Republik (DDR), welche in Form einer tragbaren Medaille verliehen wurde.

## Geschichte
Gestiftet wurde die Medaille am 30. Januar 1975 in einer Stufe. Ihre Verleihung erfolgte für hervorragende Leistungen von Einzelpersonen für deren vorbildliche Einsatzbereitschaft und langjähriger Tätigkeit in diesem Bereich. Allerdings war die Höchstverleihungszahl auf 100 Träger jährlich begrenzt. Die Medaille konnte auch nur einmal an ein und dieselbe Person verliehen werden.

## Aussehen und Tragweise
Die vergoldete Medaille mit einem Durchmesser von 30 mm zeigte auf ihrem Avers vier Symbole, unten Schlägel und Eisen, darüber links ein Gasometer und rechts ein Hochspannungsmast. Ganz oben ist das vierte und letzte Symbol ein Atommodell zu sehen. Das Revers der Medaille zeigt dagegen oben das kleine Staatswappen der DDR und darunter die vierzeilige Inschrift: FÜR HERVORRAGENDE / LEISTUNGEN IM / BERGBAU UND IN DER / ENERGIEWIRTSCHAFT. Getragen wurde die Medaille an der linken oberen Brustseite an einer 25 × 12,5 mm breiten gelben Spange, in welcher senkrecht ein 3 mm breiter schwarzer Mittelstreifen eingewebt war.